# Virginia Huneeus
Virginia Huneeus Cox (Santiago de Chile, 1923-6 de noviembre de 2019) es una escritora y artista visual chilena.

## Biografía
Estudió arte en la Escuela de Bellas Artes de Chile y grabado con Nemesio Antúnez en el Taller 99. En 1960 continuó sus estudios en Montreal, Canadá. Allí se integró el Grupo Formel Lyrique para investigar abstracción geométrica. Posteriormente realizó un postgrado de Diseño y Color en el Departamento de Arte de la Universidad de Utah, Estados Unidos hasta 1961. De regreso en Chile, se integró a Grupo Rectángulo, que más tarde tomó el nombre Movimiento Forma y Espacio, para investigar abstracción mediante la exploración de formas geométricas.
Obtuvo la Beca Fulbright en 1968 para realizar estudios de postgrado en el Centro de Estudios Visuales Avanzados (CAVS) del Instituto Tecnológico de Massachusetts (MIT), EE.UU., donde conoció a Gyorgy Kepes y Rudolf Arnheim. En 1970, tras presentarse a un concurso académico, regresó a Chile para impartir clases en la Facultad de Artes de la Universidad de Chile, lugar donde conformó un grupo interdisciplinario de estudiantes y profesores/as con quienes realizó varias exposiciones. Tras el Golpe de Estado en Chile en 1973, se exilió en Florencia e ingresó a estudiar Psicología del Arte, gracias a una beca del gobierno italiano en la Universidad de Florencia. En aquellos años, expuso sus obras en Italia, Francia y Polonia. En 1978-1979 regresó a Chile para desarrollar su carrera como artista y académica en diferentes espacios universitarios.
Se ha desempeñado como profesora de Arte Creativo y Psicología del Arte en distintas instituciones educativas. Es miembro del Taller de Artes Visuales T.A.V, de la Sociedad de Escritores de Chile, SECH, y de la Asociación de Pintores y Escultores de Chile, APECH.
Ha publicado cinco novelas con creaciones visuales y varios cuentos que han sido premiados, dentro de las que destacan: El Conjuro de Cohoba (1990), Ardenza (1991), El Secreto del Chamán (1994), El Sol sobre las Tumbas (1994), Brindis de las Tres Viudas (1997) y Amores Carnívoros (2008). Además, publicó un libro únicamente de contenido visual, esta vez con los versos de la obra literaria La Divina Comedia, llamado "El infierno de Dante, HOY" (2005).

## Obra

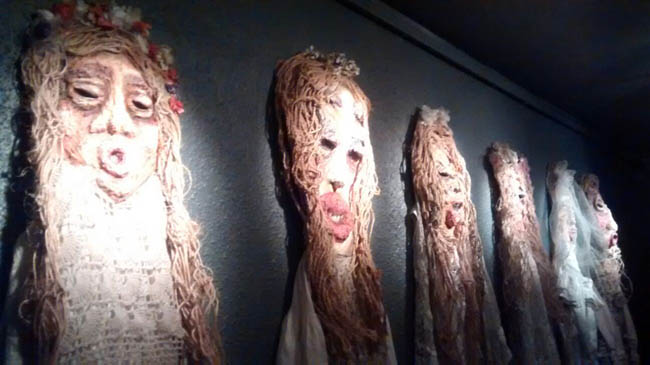
Cucos de Virginia Huneeus (fotografía del 2015)

Ha explorado diversas técnicas, materiales y soportes: óleo, acrílico, acuarela, fotomontaje, grabado y escultura. Ha experimentado con metal, mosaico, piedras, greda, pelo, corteza, conchas, fibras, entre los más recurrentes. Una de sus obras más visibilizadas consiste en una serie escultórica realizada a partir de retazos de lana, objetos y telas diversas, llamadas “Cucos”, basados en una cosmovisión Mapuche. También destacan sus murales para la fábrica Savory-Nestlé de 1964, el del National City Bank (Santiago, Chile) de 1966 o los murales para la Base Aérea El Bosque en 1969, todos en Santiago de Chile.
Si bien la abstracción geométrica abrió un campo de investigación fundamental en el área de las artes visuales, no fue su única vía para reflexionar acerca del arte, la vida y la memoria, ya que profundiza en un lenguaje figurativo y expresivo de los cuales emergen diversas figuras humanas, personajes y paisajes, vinculadas a un imaginario indígena precolombino.
Respecto de su obra visual, el académico Gonzalo Leiva ha realizado una lectura interesante donde describe el trabajo de Huneeus de la siguiente forma: “A grandes trazos reconocemos en Virginia roles de artista plástica, profesora inquieta, fundadora de talleres, escritora visual: su historia como proyecto de acción solidaria y valiente cuyos ecos van dando forma a una creación experimental, donde cada obra es un fragmento de un total continuo sostenido por una hoguera imaginativa”. Asimismo, ha realizado una investigación sobre su trabajo en un libro titulado: “Horizontes y abismos”, donde refiere a “Sus maravillosos murales, sus acrílicos, pero también momentos más oscuros como su serie sobre el infierno según Dante, sus personajes tridimensionales también sobre el inframundo donde aflora la monstruosidad del ser humano, que ella muestra descarnadamente. O sus plácidas, pero tristes musas, en una instalación de un grupo escultórico  moldeado en cemento, madera y cuarzo”.
En relación con la crítica a su obra literaria, el Premio Nacional de Literatura 2006 José Miguel Varas escribe en el prólogo de su libro Amores Carnívoros:  “Libro singular, de un género y un estilo que no se da, salvo raras ocasiones, en las letras chilenas. Desmesura, esperpento, los monstruos que nos asechan desde las cavernas del inconsciente y que nos atacan de pronto en nuestra pesadillas…”. Por otro lado, el crítico literario francés Roger Callois comenta de Huneeus en la contratapa del libro El Conjuro de Cohoba: “Su obra es significativa de nuestra época. Mitos y rituales, ofrecen un lenguaje de creencias y gestos comunitarios. Al disgregarse éstos, el artista de hoy sufre. Ante el abismo, crea entonces un pandemonio personal...”.
Por último, en una entrevista del año 2018 por Fundación Lectura Nómada, Virginia Huneeus se refiere al proceso de su obra literaria, en que de las palabras surgen las imágenes mismas para su escritura, y que también, las imágenes se transforman en palabras. Esta relación demuestra la conexión de la autora con el arte durante toda su obra literaria, comenzando a escribir en la misma época en que inicia su obra visual inspirada en el infierno de La Divina Comedia, como se menciona en un artículo publicado por la Revista Alerce de la SECH: "...Por sobre todo, esta línea ondulante, este caos, llega a su literatura y le da forma a su escritura a partir de estas nuevas concepciones. Aunque quizás éste sea un desconcierto y una ruptura necesaria, que nos permite poder apreciar la génesis de la obra literaria de la artista...".

## Exposiciones individuales
- 2015 Lo germinal, esculturas y grabados. Corporación Cultural Las Condes, Santiago de Chile.
- 2006 Versión Latinoamericana del Infierno de Dante, Instituto Italiano de Cultura, Santiago, Chile.
- 2005 Infierno Hoy, Virginia Huneeus. Museo Nacional de Bellas Artes, Santiago, Chile
- 2002 Síntesis 1965-2002, Museo Nacional de Bellas Artes, Santiago, Chile.
- 1997 Brindis de las Tres Viudas, Sala Negra, Instituto Chileno-Norteamericano de Cultura, Santiago, Chile.
- 1994 El Secreto del Chamán, Instituto Cultural de Las Condes, Santiago, Chile.
- 1990 El Conjuro de Cohoba Centro de Extensión de la Universidad Católica, Santiago, Chile.
- 1988 Identidad-Fragmentación, Goethe Institut, Santiago, Chile.
- 1986 La Cultura de la Muerte, Galería Bucci, Santiago, Chile.
- 1984 Instituto Chileno-Francés, Santiago, Chile.
- 1979 Museo de Arte Contemporáneo, Universidad de Chile, Santiago, Chile.
- 1976 Sala de Exposiciones Universidad de Varsovia, Polonia.
- 1975 Galería Inquadratura, Florencia, Italia.
- 1972 Sala de Exposiciones del Ministerio de Educación, Santiago, Chile.
- 1970 Centro de Estudios Visuales del Instituto Tecnológico de Massachusets, Estados Unidos.
- 1969 De Córdova Museum, Massachusets, Estados Unidos.
- 1963 Sala de Exposiciones de la Universidad de Chile, Santiago, Chile.
- 1963 Instituto Chileno-Británico, Santiago, Chile.
- 1962 Sala de Exposiciones de la OEA, Washington D. C., Estados Unidos.
- 1961 Universidades de Quebec y de Montreal, Canadá.

## Exposiciones colectivas
- 2010 Entrever (bajo la piel de Chile), Sala de Arte Fundación Telefónica, Santiago, Chile.
- 2008 Encuentros Fortuitos, Connivencia III, Embajada de Francia en Santiago, Chile.
- 2001 Salón de Primavera en Providencia, Sernatur, Santiago, Chile.
- 2001 Modern Art Museum, Berkerley, California, Estados Unidos.
- 2000 Cien Años de Artes Visuales, Segundo Período, Museo Nacional de Bellas Artes, Santiago, Chile.
- 1988 Frammenti D'Arte Contemporánea, 100 opere di artist cilene, Palazzo Valentini, Roma, Italia.
- 1986 Exposición de Artistas Gráficos Chilenos en París, Francia.
- 1984 El Arte y la Supervivencia del Planeta, Museo Nacional de Historia Natural, Santiago, Chile
- 1983 50 Años de Plástica en Chile desde Matta hasta el Presente, Instituto Cultural de Las Condes, Santiago, Chile
- 1981 V Bienal Internacional de Arte Valparaíso, Chile
- 1981 La Poesía Israelí a Través de la Expresión Plástica Chilena, Museo Nacional de Bellas Artes, Santiago, Chile.
- 1979 IV Bienal Internacional de Arte Valparaíso, Chile
- 1977 Cuatro Artistas Latinoamericanos, Municipios de Livorno y Florencia, Italia.
- 1974 Concurso de Pintura CRAV. Museo de Arte Contemporáneo, Universidad de Chile, Santiago, Chile
- 1968 Concurso de Pintura CRAV. Museo de Arte Contemporáneo, Universidad de Chile, Santiago, Chile
- 1962 Nuevo Espacio, Pintura, Sala de Exposiciones del Ministerio de Educación Pública, Santiago, Chile.
- 1962 Concursos Murales. Escuela de Periodismo. Universidad de Chile, Santiago, Chile.
- 1960 Grupo Formel Lyrique, Museo de Arte de Montreal, Canadá.

## Obras en colecciones públicas
- Museo Nacional de Bellas Artes, Santiago, Chile
- Homenaje Hyeronimus Bosch, 2002, Aguafuerte, 20 x 46 cm
- Museo de Arte Contemporáneo, Mac, Universidad de Chile, Santiago, Chile
- Cantata, serigrafía y óleo sobre madera, 45 x 105 cm
- Museo De Iquique, Chile
- Banco de Talca, Calle Bandera, Santiago, Chile
- Edificio Administrativo de La Fuerza Aérea de Chile, Base El Bosque, Santiago, Chile.
- Mural, 1968, metal y cerámica, 3000 cm
- Escuela Municipal de Domeyko, Domeyko, Chile.
- Mural, 1972, 180 x 3000 cm
- Fábrica Savory-Nestlé, Santiago, Chile. Mural, 1964, 3000 x 1500 cm
- National City Bank, Santiago, Chile. Mural, 1966, 400 x 1500 cm
- Salón Central Escuela De Periodismo, Universidad de Chile, Santiago, Chile. Mural, 1963, 2000 x 1800 cm
- Colección De Arte Contemporáneo Del Museo Del Vaticano, Roma, Italia.
- Colección O.E.A. Washington D. C., Estados Unidos
- Museo D' Arte Progressivo, Livorno, Italia.
- Museo De Córdova, Massachusetts, Estados Unidos.